# バンベルク郡
バンベルク郡 (ドイツ語: Landkreis Bamberg) は、ドイツ連邦共和国バイエルン州オーバーフランケン行政管区の西部に位置する郡。隣接する郡は、北にリヒテンフェルス郡およびコーブルク郡、東にバイロイト郡、南にフォルヒハイム郡、エアランゲン＝ヘーヒシュタット郡、ノイシュタット・アン・デア・アイシュ＝バート・ヴィンツハイム郡およびキツィンゲン郡、西にシュヴァインフルト郡およびハースベルゲ郡が位置する。

## 地理
バンベルク郡には3つの自然公園（の一部）が存在している。西にシュタイガーヴァルト、東にフレンキシェ・シュヴァイツ、北にハースベルゲ自然公園である。レグニッツ川がこの郡を貫いて流れ、バンベルクの北部でマイン川に注ぐ。

## 歴史
バイエルンのバンベルク周辺地域は、バンベルク司教本部の下で8世紀に及ぶ歴史を有している。教会領主を司教杖で象徴させ、「曲がった杖の下は住むのに良い場所だ」と言われた。
1803年2月25日のドイツ帝国代表者会議で、全教会領が犠牲となった。バイエルン選帝侯マックス・ヨーゼフ4世は、1802年8月23日に最後の領主司教となったフランツ・フォン・ブーゼックに、バンベルク、クローナハおよびフォルヒハイムを領することになったことを手紙で知らせている。大司教は、遺憾の意を述べたが、抵抗しないことを確約した。バイエルン軍は1902年11月3日にバンベルク地域に進駐し、11月22日にバイエルンの領有を宣言した。
地方裁判所が、司教のアムトを引き継いだ。「レグニッツ川右岸のバンベルク」裁判所には、メンメルスドルフ、ハルシュタット、シェスリッツ、それからアルテンドルフ、ブッテンハイムおよびヒルシャイトの周辺地域が属した。「レグニッツ川左岸のバンベルク」裁判所には、シュリュセラウ、ブルクエーブラハおよびハルシュタットの一部が属した。1810年、一連の国境調整によってヴュルツブルク大公領がバイエルンに属することとなった。
1818年の自治体令は、部分的に市町村自治を創り出し、暫定的な目的別地域連合の創出を可能にした。1848年の革命は、この地域の貴族一門の領主権を消滅させた。ライヒマンスドルフ・バイ・バンベルク、リスベルク、トラベルスドルフ、トルンシュタット、ヴァルスドルフ、ザッサンファールト、ブッテンハイム、キルシュレッテン、グラスマンスドルフ、アシュバッハ、シュタッフェルバッハおよびブルクレーザウの領主裁判所も廃止された。
郡制度がバイエルンに初めて導入されたのは1852年のことだった。当時ライン右岸のバイエルンに、現在の郡制度の先駆けとなる地域連合が創出された。これは、いまだに国の監督下におかれ、重要事項については国の中級決定機関の裁可が必要となる制度であった。本当の自治組織として再編されたのは1919年になってからであった。
1862年に国の地方行政管区としてBezirkämter（管区庁）が設立された。バンベルク周辺地域は、バンベルク第1管区庁とバンベルク第2管区庁に所属した。バンベルク第1管区庁には、1804年創設のレグニッツ川右岸のバンベルク裁判所管区とシェスリッツ裁判所管区が含まれた。バンベルク第2管区庁には、やはり1804年に創設されたレグニッツ川左岸のバンベルク裁判所管区とブルクエーブラハ裁判所管区が含まれた。地方裁判所も新たにそれぞれバンベルク第1地方裁判所、バンベルク第2地方裁判所と名付けられた。バンベルク市は、1809年から自由都市の権利を有しており、この時もいずれに管区庁にも属さなかった。1879年にはバンベルク第1地方裁判所とバンベルク第2地方裁判所は、バンベルク第2区裁判所に統合され、統合前の各地区はそれぞれバンベルク第2区裁判所第1地区、バンベルク第2区裁判所第2地区と呼ばれて区別された。そしてバンベルク独立市にバンベルク第1区裁判所が置かれた。1913年には第1、第2区裁判所は、バンベルク区裁判所として統合された。1929年、バンベルク第1管区庁が廃止された。その管轄地域はバンベルク第2管区庁に統合され、この時から単にバンベルク管区庁と呼ばれることとなった。1932年にブルクエーブラハおよびシェスリッツの区裁判所が廃止され、バンベルク区裁判所に統合された。1939年バンベルク管区庁は、バンベルク郡に改編された。
1972年のバイエルン州の市町村再編で現在のバンベルク郡が、全71郡の1つとして誕生した。この時、それまでのバンベルク郡に、廃止されたエーベルマンシュタット郡およびエーベルン郡のそれぞれ一部、フォルヒハイム郡、シュタッフェルシュタイン郡、ヘーヒシュタット・アン・デア・アイシュ郡からそれぞれ一つずつの自治体が加わった。逆にバンベルク郡に加わっていた市町村が一つバンベルク市に編入されることとなった。バンベルク市は拡大したバンベルク郡の郡庁所在地となった。
バンベルク郡に属する最も古い町は、ハルシュタット、ケーニヒスフェルト、リスベルク、シェスリッツおよびトルンシュタットである。

## 行政

### 郡知事
第二次世界大戦後の郡知事は以下の通り。
- 1945-1946: トーマス・デーラー、FDP
- 1946-1948: ハインリヒ・グリム
- 1948-1964: ゲオルク・ハート、CSU
- 1964-1965: エミール・ケンマー、CSU
- 1965-1996: オッター・ノイクム、CSU
- 1996-2014: ギュンター・デンツラー、CSU
- 2014-　: ヨハン・カルプ、CSU

### 郡議会
2020年3月の選挙結果に基づく政党別議席配分は以下のとおりである
| 政党名                             | 得票率(%) | 議席数 |
| ---------------------------------- | --------- | ------ |
| CSU                                | 38.88     | 23     |
| GRÜNE/Alternative Liste            | 13.15     | 8      |
| SPD                                | 13.09     | 8      |
| FREIE WÄHLER*/Überpart. Wählergem. | 11.91     | 7      |
| Bürgerblock                        | 8.47      | 5      |
| AfD                                | 8.05      | 5      |
| FDP                                | 2.56      | 2      |
| ÖDP/Parteifrei                     | 2.45      | 1      |
| Die Linke/OL                       | 1.45      | 1      |

### 紋章
バンベルク郡の紋章は、1962年に制定された。この紋章は、エーブラハ修道院のシンボルであるイノシシとバンベルク司教本部を象徴するライオンとを組み合わせてできている。

## 経済と社会資本

### 交通

#### 道路交通
バンベルク郡を貫いてアウトバーンA70がバンベルクからバイロイトへ、A73がエアランゲンからリヒテンフェルスへ走っている。この他に多くの連邦道路が走っている。
B4: バート・ブラムシュテットからニュルンベルク
B22: ロッテンドルフ（ヴュルツブルク郡）からカーム（オーバープファルツ）
B26: リートシュタット（グロース＝ゲーラウ郡）からバンベルク
B173: バンベルクからドレスデン
B279: ブライテンギュスバッハからバウナハ、エーベルンを経てフルダ郡
B505: バンベルクからヘーヒシュタット・アン・デア・アイシュ

#### 鉄道交通
バイエルン王国は、1844年にはすでにニュルンベルクからバンベルクまで国営の鉄道を建設していた。この鉄道はルートヴィヒ南北鉄道と呼ばれ、1846年にはマイン川上流側のリヒテンフェルスまで延長されている。
1852年にマイン川下流方向へのルートヴィヒ西鉄道が開通すると、バンベルクは鉄道の重要な乗り継ぎ点となり、以後40-50年の間に6本のローカル鉄道が設けられた。
- 1895年: （バンベルク - ）ブライテンギュスバッハ - エーベルン
- 1899年: （バンベルク - ）シュトルレンドルフ - フレンスドルフ - シュテパッハ - ポンメルスフェルデン
- 1900年: シュトルレンドルフ - シュリュッセルフェルト
- 1904年: フレンスドルフ - ブルクエーブラハ - エーブラハ
- 1908年: バンベルク - シェスリッツ
- 1913年: ブライテンギュスバッハ - ディータースドルフ

フレンキシェ・シュヴァイツの小さな町ハイリゲンシュタットには1915年にエーベルマンシュタットからの鉄道が敷設された。これにより鉄道網の総延長は143kmに及んだ。その後、旅客運行が廃止されたローカル線は以下の通り。
- 1960年: エーベルマンシュタット - ファイルブロン - ハイリゲンシュタット 4km
- 1961年: フレンスドルフ - ブルクエーブラハ - エーブラハ 29km
- 1975年: ブライテンギュスバッハ - ブーゼンドルフ - ディータースドルフ 15km
- 1976/77年: シュトルレンドルフ - シュリュッセルフェルト 25km
- 1985年: バンベルク - シェスリッツ 14km

56kmが残っている。
現在バンベルク郡は、ミュンヘンからベルリンへのICEが通っている。

#### 水上交通
この郡は、マイン＝ドナウ運河によってマイン川とドナウ川を結ぶ水上交通の通り道になっている。この運河は、ヨーロッパ水路の一部であり、押し船による航路が設けられている。

## 市町村
| 郡所属市 - バウナハ (Baunach 4,065) - ハルシュタット (Hallstadt 8,888) - シェスリッツ (Scheßlitz 7,344) - シュリュッセルフェルト (Schlüsselfeld 6,087) 市場町 - ブルクエーブラハ (Burgebrach 7,174) - ブルクヴィントハイム (Burgwindheim 1,266) - ブッテンハイム (Buttenheim 3,825) - エーブラハ (Ebrach 1,845) - ハイリゲンシュタット・イン・オーバーフランケン (Heiligenstadt i.OFr. 3,703) - ヒルシャイト (Hirschaid 12,607) - ラッテルスドルフ (Rattelsdorf 4,646) - ツァプフェンドルフ (Zapfendorf 5,059) 町村 - アルテンドルフ (Altendorf 2,155) - ビシュベルク (Bischberg 6,154) - ブライテンギュスバッハ (Breitengüßbach 4,524) - フレンスドルフ (Frensdorf 5,199) - ゲーラハ (Gerach 1,036) - グンデルスハイム (Gundelsheim 3,670) - ケンメルン (Kemmern 2,545) - ケーニヒスフェルト (Königsfeld 1,278) - ラウター (Lauter 1,203) - リスベルク (Lisberg 1,708) - リッツェンドルフ (Litzendorf 6,307) - メンメルスドルフ (Memmelsdorf 8,822) - オーバーハイト (Oberhaid 4,720) - ペットシュタット (Pettstadt 2,214) - ポンマースフェルデン (Pommersfelden 3,105) - プリーゼンドルフ (Priesendorf 1,532) - レッケンドルフ (Reckendorf 1,990) - シェーンブルン・イム・シュタイガーヴァルト (Schönbrunn i.Steigerwald 1,915) - シュターデルホーフェン (Stadelhofen 1,263) - シュテーガウラハ (Stegaurach 7,134) - シュトルレンドルフ (Strullendorf 7,875) - フィーレト＝トルンシュタット (Viereth-Trunstadt 3,646) - ヴァルスドルフ (Walsdorf 2,683) - ヴァッテンドルフ (Wattendorf 636) | 市町村に属さない地域 (90.85 km² / 無人地域) - エーブラハの森 (Ebracher Forst 11.67 km²) - アイヒヴァルト (Eichwald 4.33 km²) - ガイスベルクの森 (Geisberger Forst 10.32 km²) - ハウプツモールヴァルト (Hauptsmoorwald 20.82 km²) - コッペンヴィントの森 (Koppenwinder Forst 12.89 km²) - リンダッハ (Lindach 6.27 km²) - ゼムベルク (Semberg 4.50 km²) - シュタイナハスランゲン (Steinachsrangen 5.75 km²) - ヴィンケルホーフの森 (Winkelhofer Forst 8.52 km²) - チュックシュートの森 (Zückshuter Forst 5.78 km²) 行政共同体 - バウナハ行政共同体 （バウナハ、ゲーラハ、ラウター、レッケンドルフ） - ブルクエーブラハ行政共同体 （ブルクエーブラハ、シェーンブルン・イム・シュタイガーヴァルト） - エーブラハ行政共同体 （ブルクヴィントハイム、エーブラハ） - リスベルク行政共同体 （リスベルク、プリーゼンドルフ） - シュテーガウラハ行政共同体 （シュテーガウラハ、ヴァルスドルフ） - シュタインフェルト行政共同体 （ケーニヒスフェルト、シュターデルホーフェン、ヴァッテンドルフ） |

（かっこ内の単位のない数値は2023年12月31日現在の人口）

## 引用
1. 1 2  https://www.statistikdaten.bayern.de/genesis/online?operation=result&code=12411-003r&leerzeilen=false&language=de Genesis-Online-Datenbank des Bayerischen Landesamtes für Statistik Tabelle 12411-003r Fortschreibung des Bevölkerungsstandes: Gemeinden, Stichtag (Einwohnerzahlen auf Grundlage des Zensus 2011)
2. ↑  “Ergebnisse der Kreistagswahl 2020 - Landratsamt Bamberg”. 2021年3月14日閲覧。